# Nemacheilus guttatus
Nemacheilus guttatus är en fiskart som först beskrevs av Mcclelland, 1839.  Nemacheilus guttatus ingår i släktet Nemacheilus och familjen grönlingsfiskar. IUCN kategoriserar arten globalt som otillräckligt studerad. Inga underarter finns listade i Catalogue of Life.